# Raffaele Bossard

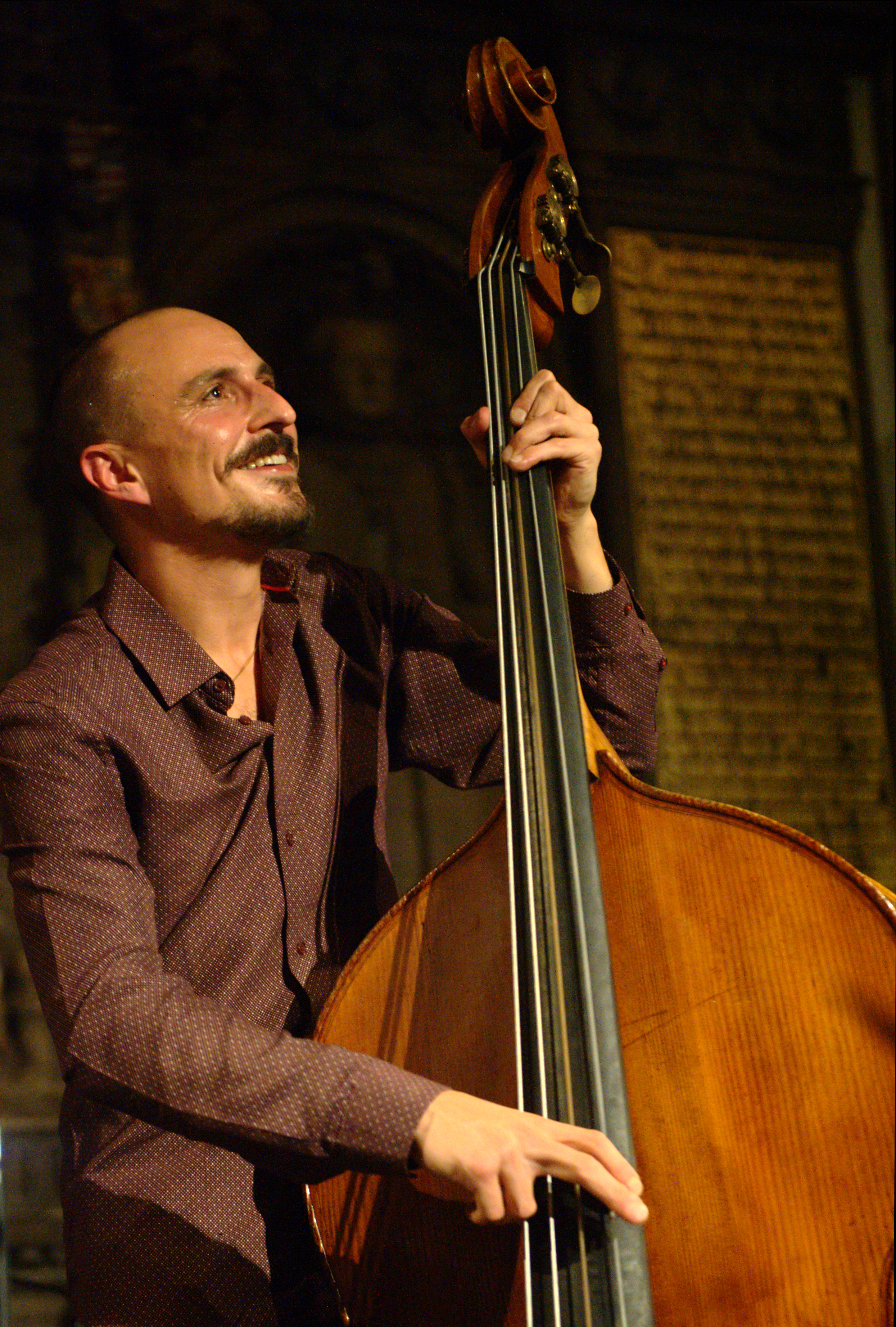
Raffaele Bossard beim Konzert mit Dominic Egli's Plurism in der Stadtkirche Darmstadt am 11. November 2018

Raffaele Bossard (* 1982 in Los Angeles) ist ein Schweizer Jazzmusiker (Kontrabass).

## Leben und Wirken
Bossard, der in Zug aufwuchs, hatte zunächst Klavierunterricht, um dann zum E-Bass zu wechseln. Von 1999 bis 2001 erhielt er Unterricht auf dem Kontrabass bei Bobby Burri an der Musikschule Zug, um dann den Vorkurs an der Jazzschule Luzern zu absolvieren, wo er von 2003 bis 2008 bei Heiri Känzig, Patrice Moret und Peter Frei studierte. Zusätzlich nahm er in New York Stunden bei Ron Carter. Er leitet sein eigenes Quartett Junction Box, mit dem er 2012 sein Debüt-Album Adumbration vorstellte.
Bossard gehört seit 2008 zu Mats-Up, der Band von Matthias Spillmann, und zur Band von Joe Haider. Seit 2011 spielt er im Quartett von Matthias Tschopp und im Kollektiv NoReduce, und seit 2013 gehört er zu Christoph Irnigers Pilgrim, mit dem er auch im Trio spielt. Er ist auch auf Alben von Jochen Baldes, Dominic Egli, Gregor Frei, Matthias Tschopp, des Sonar Ensemble und des Lucerne Jazz Orchestra zu hören. Weiterhin arbeitete er mit Feya Faku, Ohad Talmor, Jeff Davis, Joey Baron, Nasheet Waits, Ziv Ravitz, Dave Douglas, Nils Wogram, Nat Su, Andy Scherrer, Glenn Ferris, Bert Joris, Johannes Enders, Sandy Patton, Claus Reichstaller, Roberto Bossard, Christian Münchinger, Chris Wiesendanger, Elmar Frey, Claudio Puntin, Domenic Landolf, Jean-Paul Brodbeck und VEIN.

## Preise und Auszeichnungen
Bossard war 2013 Gewinner des Moods Blues and Jazz Award mit Mats-Up; im Folgejahr erhielt er mit dem Matthias Tschopp Quartett den ZKB Jazzpreis. Mit der Band von Florian Egli und Gileno Santana war er im selben Jahr Gewinner beim Transnational Be-Jazz.